# حمض نووي ريبوزي قبل رسول

الفرق بين الرنا قبل الرسول والرنا الرسول الناضج هو إضافة القبعة 5' للنهاية 5' وذيل عديد الأدينيلات للنهاية 3' وإزالة الإنترونات بواسطة عملية الوصل.

الرنا قبل رسول أو الرنا الرسول الأولي (بالإنجليزية: Precursor mRNA)‏ هو نسخة أولية غير ناضجة لسلسلة مفردة من الرنا الرسول يتم إنتاجها من سلسلة دنا قالب في نواة الخلية بواسطة الترجمة، وتمر بتعديلات عديدة قبل أن تصبح رنا رسولا مستقرا وناضجا قادرٌ على مغادرة النواة وتحمل عملية الترجمة أثناء تخليق البروتين.
```
يُكوِّنُ الرنا الرسول الجزء الأكبر من الرنا المتغاير (hnRNA) وغالبا ما يستخدم مصطلح الرنا المتغاير كمرادف للرنا قبل رسول ولكن بدقة أكثر يمكن للرنا المتغاير أن يحوي نسخ الرنا التي لا ينتهي بها الحال إلى 
السيتوبلازم
. بعد أن تتم معالجة الرنا قبل الرسول يطلق عليه اسم الرنا الرسول الناضج أو ببساطة الرنـا الرسول.
```

## تعديل ومعالجة
يتواجد الرنا قبل الرسول لدى حقيقيات النوى لفترة قصيرة فقط قبل أن تتم معالجته لرنا رسول ناضج، ويتكون من المنطقة 5' غير المترجمة (مباشرة بعد رامزة البداية ضد اتجاه الترجمة) العديد من الإكسونات والإنترونات ومنطقة 3' غير مترجمة تتبع مباشرة رامزة نهاية الترجمة، الإكسونات هي مناطق مشفِّرة للبروتين يتم الاحتفاظ بها في الرنا الرسول الناضج أما الإنترونات فتتم إزالتها خلال عملية تسمى الوصل تتم بواسطة جسيم التضفير (باستثناء الإنترونات ذاتية الوصل).
أثناء عملية الترجمة يتم تعديل النهاية 5' بإضافة القبعة 5' التي هي جزيء 7-ميثيل غوانوسين، وبعد انتهاء عملية الترجمة تتم إضافة ذيل عديد (A)، فضلا عن ذلك يتم لدى حقيقيات النوى فصل إنترونات جزيئات الرنا قبل الرسول لديها بواسطة جسيم التضفير.
حين تتم عملية معالجة الرنا قبل الرسول بالكامل إلى رنا رسول ناضج، يقوم بمغادرة النواة إلى السيتوبلازم أين تتم عملية ترجمته إلى بروتين بواسطة الريبوسوم.